# Korfbal 1995-1996
Korfbalseizoen 1995-1996 is een korfbalseizoen van het KNKV. In dit seizoen is de opzet van de veldcompetitie terugebracht naar een systeem van 2 Hoofdklasse Poules, hetzelfde als in de zaalcompetitie.

## Veldcompetitie KNKV
In seizoen 1995-1996 was de hoogste Nederlandse veldkorfbalcompetitie in de KNKV de Hoofdklasse; 2 poules met elk 8 teams. Het kampioenschap is voor de winnaar van de kampioenswedstrijd, waarin de kampioen van de Hoofdklasse A tegen de kampioen van de Hoofdklasse B speelt.
 Hoofdklasse A
| pos | club        | gs | w | g | v  | pnt | dv  | dt  | dt  |
| --- | ----------- | -- | - | - | -- | --- | --- | --- | --- |
| 1.  | PKC         | 14 | 9 | 3 | 2  | 21  | 264 | 204 | +62 |
| 2.  | Nic.        | 14 | 7 | 2 | 5  | 16  | 287 | 254 | +33 |
| 3.  | Blauw-Wit   | 14 | 7 | 1 | 6  | 15  | 242 | 229 | +13 |
| 4.  | DOS'46      | 14 | 7 | 0 | 7  | 14  | 246 | 242 | +4  |
| 5.  | KVS         | 14 | 6 | 2 | 6  | 14  | 220 | 245 | -25 |
| 6.  | Groen Geel  | 14 | 6 | 1 | 7  | 13  | 243 | 249 | -6  |
| 7.  | Fortuna     | 14 | 5 | 1 | 8  | 11  | 232 | 249 | -17 |
| 8.  | Wordt Kwiek | 14 | 4 | 0 | 10 | 8   | 231 | 293 | -62 |

Hoofdklasse B
| pos | club              | gs | w  | g | v  | pnt | dv  | dt  | dt   |
| --- | ----------------- | -- | -- | - | -- | --- | --- | --- | ---- |
| 1.  | DKOD              | 14 | 11 | 1 | 2  | 23  | 350 | 198 | +152 |
| 2.  | Deetos            | 14 | 11 | 0 | 3  | 22  | 264 | 206 | +58  |
| 3.  | Oost-Arnhem       | 14 | 10 | 1 | 3  | 21  | 245 | 210 | +35  |
| 4.  | ROHDA             | 14 | 5  | 2 | 7  | 12  | 212 | 211 | +1   |
| 5.  | AKC               | 14 | 5  | 1 | 8  | 11  | 228 | 227 | +1   |
| 6.  | Blauw-Wit (H)     | 14 | 4  | 2 | 8  | 10  | 207 | 246 | -39  |
| 7.  | DVO               | 14 | 3  | 1 | 10 | 7   | 176 | 243 | -67  |
| 8.  | HKV/Ons Eibernest | 14 | 2  | 2 | 10 | 6   | 192 | 233 | -41  |

| Hoofdklasse Finale |      |    |
|                    |      |    |
| A1                 | PKC  | 18 |
| B1                 | DKOD | 19 |

| Veldkampioen van Nederland 1996 |
| ------------------------------- |
| DKOD                            |

## Zaalcompetitie KNKV
In seizoen 1995-1996 was de hoogste Nederlandse zaalkorfbalcompetitie in de KNKV de Hoofdklasse; 2 poules met elk 8 teams. Het kampioenschap is voor de winnaar van de kampioenswedstrijd, waarin de kampioen van de Hoofdklasse A tegen de kampioen van de Hoofdklasse B speelt.
 Hoofdklasse A
| pos | club            | gs | w  | g | v  | pnt | dv  | dt  | dt  |
| --- | --------------- | -- | -- | - | -- | --- | --- | --- | --- |
| 1.  | Oost-Arnhem     | 14 | 10 | 3 | 1  | 23  | 287 | 238 | +39 |
| 2.  | PKC             | 14 | 8  | 2 | 4  | 18  | 245 | 216 | +29 |
| 3.  | DOS'46          | 14 | 7  | 4 | 3  | 18  | 272 | 262 | +10 |
| 4.  | Nic.            | 14 | 7  | 1 | 6  | 15  | 272 | 282 | -10 |
| 5.  | Fortuna         | 14 | 5  | 2 | 7  | 12  | 258 | 253 | +5  |
| 6.  | Die Haghe*      | 15 | 5  | 3 | 7  | 13  | 278 | 270 | +8  |
| 7.  | Allen Weerbaar* | 15 | 5  | 1 | 9  | 11  | 265 | 292 | -27 |
| 8.  | Drachten        | 14 | 2  | 0 | 12 | 4   | 225 | 289 | -64 |

- = na de reguliere competitie hadden zowel Allen Weerbaar als Die Haghe 11 punten. Om te bepalen welke ploeg 7e zou worden en dus zou degraderen moest er een beslissingsduel worden gespeeld. Deze werd gewonnen door Die Haghe met 23-19

Hoofdklasse B
| pos | club          | gs | w  | g | v  | pnt | dv  | dt  | dt  |
| --- | ------------- | -- | -- | - | -- | --- | --- | --- | --- |
| 1.  | AKC Blauw-Wit | 14 | 10 | 3 | 1  | 23  | 278 | 243 | +35 |
| 2.  | Deetos        | 14 | 9  | 1 | 4  | 19  | 279 | 237 | +38 |
| 3.  | DKOD          | 14 | 8  | 2 | 4  | 18  | 239 | 200 | +39 |
| 4.  | ROHDA         | 14 | 5  | 3 | 6  | 13  | 232 | 241 | +9  |
| 5.  | Groen Geel    | 14 | 6  | 1 | 7  | 13  | 254 | 276 | -22 |
| 6.  | AKC           | 14 | 5  | 2 | 7  | 12  | 223 | 243 | -20 |
| 7.  | Wordt Kwiek   | 14 | 3  | 3 | 8  | 9   | 250 | 277 | -27 |
| 8.  | KVS           | 14 | 2  | 1 | 11 | 5   | 249 | 287 | -38 |

### Topscoorders van de zaalcompetitie
| Naam            | Club        | Goals |
| --------------- | ----------- | ----- |
| Albert Schuiten | Fortuna     | 91    |
| Ankie de Haan   | Wordt Kwiek | 39    |

De finale werd gespeeld op zaterdag 24 maart 1996 in sportpaleis Ahoy, Rotterdam
| Hoofdklasse Finale |               |    |
|                    |               |    |
| A1                 | Oost-Arnhem   | 20 |
| B1                 | AKC Blauw-Wit | 13 |

| Zaalkampioen van Nederland 1996 |
| ------------------------------- |
| Oost-Arnhem                     |

## Prijzen
| Award                        | Winnaar                | Club         |
| ---------------------------- | ---------------------- | ------------ |
| Beste Speler                 | Ron Steenbergen        | Oost-Arnhem  |
| Beste Speelster              | Jitte Bukkens          | Oost-Arnhem  |
| Coach van het Jaar           | Erik Wolsink           | Oost-Arnhem  |
| Beste Debutant van het Jaar  | Leon Simons            | PKC          |
| Beste Debutante van het Jaar | Suzanne van Groeningen | KV Die Haghe |